# 小行星8971
小行星8971（英語：8971 Leucocephala）是一颗围绕太阳公转的小行星。C. J. 万·豪敦、I. 万·豪敦-格勒内费尔德和T. 赫雷爾斯在帕洛马山在1973年9月29日发现了此天体。
这颗小行星的绝对星等为326.83677等。